# Helmut Stürmer
Helmut Stürmer (n. 7 februarie 1942, Timișoara, România) este un scenograf român-german de teatru și film, personalitate marcantă a scenografiei internaționale. În scenografiile sale, "spațiul e cel mai important - nu decorativismul. Cu alte cuvinte, nu pictorul scenograf îl interesează, ci psihologul de spațiu scenografic." 

## Biografie
S-a născut în anul 1942 la Timișoara. În 1967 absolvă Institutul de Arte Plastice din București, la clasa profesorului Paul Bortnovski. Între anii 1968 și 1977 este scenograf la Teatrul de Stat din Sibiu și la Bulandra din București. Tot în această perioadă, pe lângă nenumărate spectacole pentru teatrele din Arad, Cluj, Brașov, București, Iași, Pitești, Ploiești, Sibiu, Timișoara, face scenografia și pentru cinci filme artistice, în regia lui Dan Pița & Mircea Veroiu, Radu Gabrea și Alexandru Tatos.
În 1971 și 1975, la invitația Teatrului Municipal din Köln, este scenograful unor spectacole regizate de David Esrig și Roberto Ciulli. A urmat, la Teatrul Municipal din München (1976) și la Old Tote Theater din Sydney (1977), spectacolul "Azilul de noapte", în regia lui Liviu Ciulei.
În 1977, Helmut Stürmer se stabilește în Republica Federală Germania, iar în următorii 30 de ani a lucrat, printre altele, la Théatre de la Ville din Paris, Deutsches Schauspielhaus din Hamburg, Theatre de l'Union din Limoges, Opera din Karlsruhe, Teatrele Naționale din Craiova și Cluj, Opera din Bonn, Royal Shakespeare Company, colaborând adesea cu Silviu Purcărete.

## Scenografii în cinema
- “Nunta de piatră” (1972)
- Dincolo de nisipuri (1974)
- Duhul aurului (1974) – în colaborare cu Radu Boruzescu
- Tănase Scatiu (1976)
- Rătăcire (1978)

## Scenografii în teatru
- "Ubu înlănțuit" de Alfred Jarry, regia: Tompa Gabor, Teatrul de Comedie București
- "Noul locatar", regia: Tompa Gabor, Northern Stage Ensemble, Newcastle
- "Lulu" după Frank Wedekind, regia: Silviu Purcărete, Teatrul Radu Stanca, Sibiu
- "Troilus și Cresida", regia: Silviu Purcărete, Teatrul "Katona Jozsef" din Budapesta
- "Faust", regia: Silviu Purcărete, Teatrul Radu Stanca, Sibiu
- "Rinocerii", regia: Tompa Gabor, Teatrul Radu Stanca, Sibiu
- "Hamlet", regia: Vlad Mugur, Teatrul Național Cluj
- "A douăsprezecea noapte", regia: Beatrice Rancea, Teatrul Național Iași
- Fuchsiada - după Urmuz, regia: Silviu Purcărete, Teatrul German de Stat din Timișoara (2015)

## Premii și distincții
- Premiul Uniunii Artiștilor Plastici pentru “Hamlet” de Shakespeare, Teatrul Nottara, regia: Dinu Cernescu (1974)
- Premiul Criticii, pentru “Tănase Scatiu”, regia: Dan Pița (1975)
- Premiul UNITER pentru întreaga activitate  (2001)[3]
- Premiul UNITER pentru cea mai bună scenografie pentru spectacolul "Așa este (dacă vi se pare)" de Pirandello (Teatrul Național din Craiova, regia Vlad Mugur, împreună cu Lia Manțoc, 2001)[3]
- Premiul Festivalului Teatrelor Maghiare din Pécs pentru cel mai bun decor și cele mai bune costume ale stagiunii 2005-2006, pentru spectacolul "Troilus și Cresida" de la Teatrul "Katona Jószef" din Budapesta, regia Silviu Purcărete
- Premiul UNITER pentru cea mai bună scenografie pentru spectacolul "Faust" de Goethe (Teatrul Național din Sibiu, regia Silviu Purcărete, 2008)[3]
- Premiul UNITER de excelență pentru impactul internațional al spectacolului "Faust" la Festivalul Edinburgh 2009 , împreună cu principalii colegi din ansamblu[3]
- Premiul UNITER pentru cea mai bună scenografie pentru spectacolul "Două loturi"  după I.L. Caragiale (Teatrul Național din București, regia Alexandru Dabija, 2013)[3]
- Ordinul Meritul Cultural în grad de Comandor, Categoria D – „Arta spectacolului” (2021)[4]